# Reginald Denny
Pour les articles homonymes, voir Denny.
Reginald Denny né à Richmond, en Angleterre, le 20 novembre 1891 et mort dans sa ville natale le 16 juin 1967, est un acteur britannique.

## Filmographie partielle

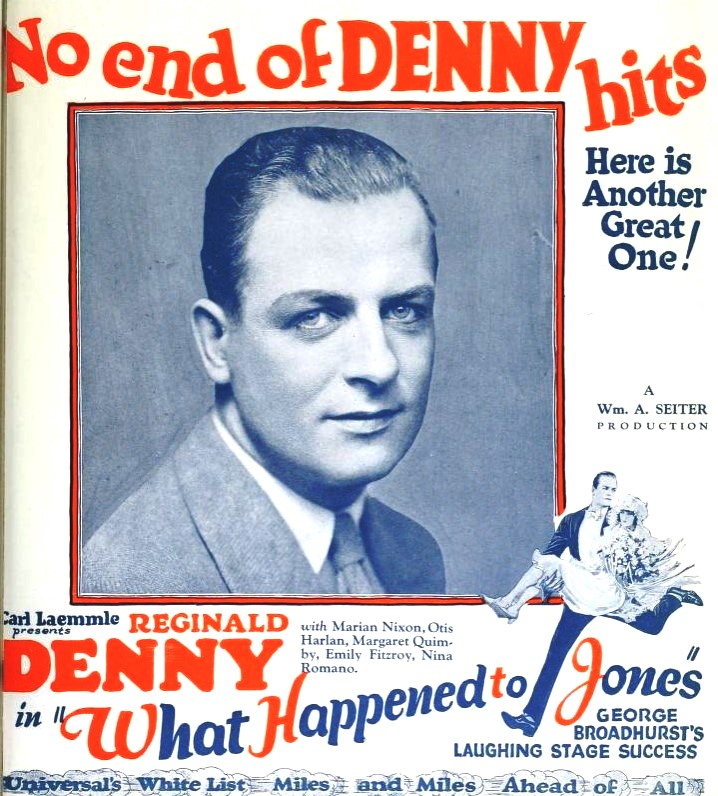
Affiche de Les Mésaventures de Jones (What Happened to Jones (1926)

- 1919 : La Lanterne rouge (The Red Lantern) d'Albert Capellani
- 1922 : Sherlock Holmes d'Albert Parker : Prince Alexis
- 1922 : Un derby sensationnel (The Kentucky Derby) de King Baggot : Donald Gordon
- 1925 : Faut qu'ça gaze (California Straight Ahead) de Harry A. Pollard :  Tom Hayden
- 1926 : Mon oncle d'Amérique (Take It from Me) de William A. Seiter
- 1926 : L'habit fait le moine de William A. Seiter
- 1926: Les Mésaventures de Jones (What Happened to Jones) de William A. Seiter
- 1927 : Le Champion improvisé de Melville W. Brown : Tom Brown
- 1927 : Le Fils de Kid Roberts (On Your Toes) de Fred C. Newmeyer
- 1929 : Un jour de veine (His Lucky Day) d'Edward F. Cline
- 1930 : Madame Satan (Madam Satan) de Cecil B. DeMille : Bob Brooks
- 1930 : A Lady's Morals de Sidney Franklin
- 1930 : L'Amant de minuit (Oh, For a Man!) de Hamilton MacFadden : Barney McGann
- 1930 : Those Three French Girls de Harry Beaumont : Larry Winthrop
- 1931 : Buster se marie (Parlor, Bedroom and Bath) d'Edward Sedgwick : Jeffrey Haywood
- 1931 : Kiki de Sam Taylor
- 1931 : Vies privées (Private Lives) de Sidney Franklin : Victor Prynne
- 1931 : Stepping Out de Charles Reisner : Tom Martin
- 1932 : Strange Justice (en) de Victor Schertzinger
- 1933 : The Iron Master (en) de Chester M. Franklin
- 1933 : Une nuit seulement (Only Yesterday) de John M. Stahl : Bob
- 1933 : Le Chant du Nil (The Barbarian) de Sam Wood : Gerald Hulme
- 1933 : The Big Bluff de Reginald Denny
- 1933 : Fog de Albert S. Rogell
- 1934 : La Patrouille perdue (The Lost Patrol) de  John Ford : George Brown
- 1934 : Dancing Man de Albert Ray
- 1934 : L'Emprise (Of Human Bondage) de John Cromwell : Harry Griffiths
- 1934 : Le Monde en marche (The World Moves On) de John Ford : Erik von Gerhardt
- 1934 : Of Human Bondage de John Cromwell
- 1934 : We're Rich Again de William A. Seiter
- 1934 : One More River de James Whale
- 1934 : Le Petit Ministre (The Little Minister) de Richard Wallace : Capitaine Halliwell
- 1934 : La Femme la plus riche du monde (The Richest Girl in the World) de William A. Seiter : Phillip
- 1935 : Anna Karénine (Anna Karenina) de Clarence Brown : Yashin
- 1935 : La Femme de sa vie (No More Ladies) d'Edward H. Griffith et George Cukor : Oliver Allen
- 1935 : The Lottery Lover de Wilhelm Thiele : Capitaine Payne
- 1935 : Without Children de William Nigh
- 1935 : Vagabond Lady de Sam Taylor
- 1935 : Le Mirage de l'amour (Here's to Romance) de Alfred E. Green
- 1935 : Cocktails et Homicides (Remember Last Night?) de James Whale
- 1935 : The Lady in Scarlet de Charles Lamont
- 1935 : Midnight Phantom (en) de Bernard B. Ray
- 1936 : L'Homme sans visage (Preview Murder Mystery) de Robert Florey : Johnny Morgan
- 1937 : Jungle Menace (serial)
- 1936 : Roméo et Juliette (Romeo and Juliet) de George Cukor : Benvolio
- 1936 : It Couldn't Have Happened (ButIt Did) de Phil Rosen
- 1936 : Two in a Crowd de Alfred E. Green
- 1936 : More Than Secretary de Alfred E. Green
- 1938 : Quatre Hommes et une prière (Four Men and a Prayer) de John Ford : Le capitaine Douglas Loveland
- 1940 : Rebecca d'Alfred Hitchcock : Frank Crawley
- 1940 : La Maison des sept péchés (Seven Sinners) de Tay Garnett : Capitaine Church
- 1940 : Chanson d'avril (Spring Parade) de Henry Koster : Le Major
- 1941 : Rendez-vous d'amour (Appointment for Love), de William A. Seiter : Michael Daily
- 1942 : Les Chevaliers du ciel (Captains of the Clouds) de Michael Curtiz : Le Commandant
- 1942 : Les Yeux dans les ténèbres (Eyes in the Night) de Fred Zinnemann : Stephen Lawry
- 1942 : Pilotes de chasse (Thunder Birds) de William A. Wellman : Barrett
- 1944 : Hollywood Mélodie (Song of the Open Road) de S. Sylvan Simon : Curtis
- 1945 : Le Poids d'un mensonge (Love Letters) de William Dieterle : Phillips
- 1946 : Tanger (Tangier), de George Waggner : Fernandez
- 1947 : Tu ne m'échapperas pas (Escape Me Never) de Peter Godfrey et LeRoy Prinz : Mr. MacLean
- 1947 : La Brune de mes rêves (My Favorite Brunette) d'Elliott Nugent : James Collins
- 1947 : La Vie secrète de Walter Mitty (The Secret Life of Walter Mitty) de Norman Z. McLeod : Le Colonel
- 1947 : L'Affaire Macomber (The Macomber Affair) de Zoltan Korda : L'inspecteur de police
- 1947 : Rendez-vous de Noël (Christmas Eve) d'Edwin L. Marin : Phillip Hastings
- 1948 : Un million clé en main (Mr. Blandings builds his Dream House) de Henry C. Potter : Henry L.Simms
- 1953 : Deux Nigauds contre le Dr Jekyll et Mr Hyde (Abbott and Costello Meet Dr Jekyll and Mr. Hyde) de Charles Lamont : un inspecteur
- 1953 : Les Tuniques rouges (Fort Vengeance) de Lesley Selander
- 1955 : Les Rubis du prince birman (Escape to Burma) d'Allan Dwan : Le commissaire
- 1956 : Le Tour du monde en quatre-vingts jours (Around the World in Eighty Days) de Michael Anderson : Le chef de police
- 1965 : Cat Ballou d'Elliot Silverstein : Sir Harry Percival
- 1966 : Batman de Leslie H. Martinson : Commodore Schmidlapp
- 1966 : Le Hold-up du siècle (Assault on a Queen) de Jack Donohue : le maître d'armes